# Hesperandra separanda
Hesperandra separanda là một loài bọ cánh cứng trong họ Cerambycidae.